# Albuca canadensis
Albuca canadensis är en sparrisväxtart som först beskrevs av Carl von Linné, och fick sitt nu gällande namn av Frances Margaret Leighton. Albuca canadensis ingår i släktet Albuca och familjen sparrisväxter. Inga underarter finns listade i Catalogue of Life.